# Fissicalyx fendleri
Fissicalyx fendleri är en ärtväxtart som beskrevs av George Bentham. Fissicalyx fendleri ingår i släktet Fissicalyx och familjen ärtväxter. Inga underarter finns listade i Catalogue of Life.